# Immeuble au 6, place de la République à Mulhouse
L'immeuble au 6, place de la République est un monument historique situé à Mulhouse, dans le département français du Haut-Rhin.

## Localisation
Ce bâtiment est situé au 6, place de la République, aux 18-20, rue du Maréchal-Joffre et rue Poincaré à Mulhouse.

## Historique
L'édifice fait l'objet d'une inscription au titre des monuments historiques depuis 1986.